# Lutherstraße 27 (Hannover)

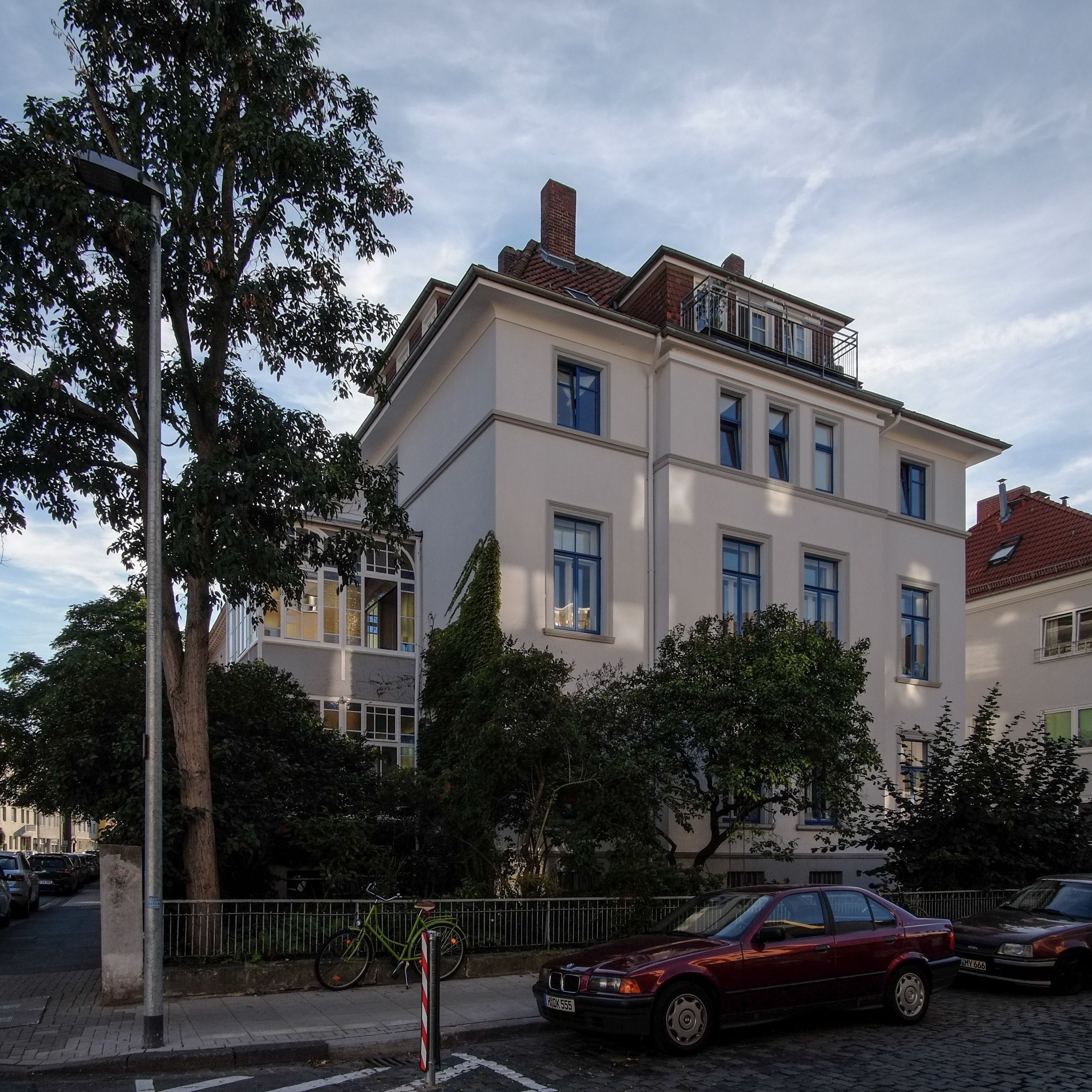
Lutherstraße 27 in Hannover

Lutherstraße 27 ist die Anschrift eines denkmalgeschützten Gebäudes in der Landeshauptstadt Hannover. Es gilt als eines der herausragenden Beispiele der Wohnbebauung aus der Zeit der Erweiterung des Stadtteils Hannover-Südstadt während der letzten Jahrzehnte des 19. Jahrhunderts.

## Geschichte und Beschreibung
In der Gründerzeit des Deutschen Kaiserreichs errichtete sich der aus der Familie Beplate stammende Maurermeister und Architekt Karl Beplate der Ältere beziehungsweise Karl H. L. Beplate (* um 1829 in Hannover; † um 1880 ebenda) im Jahr 1874 ein eigenes Wohnhaus unter der – anfänglichen – Adresse Lutherstraße 16 beziehungsweise 6 die später unter der Hausnummer 44 und heute als Lutherstraße 27 bekannt wurde.
Das 1879 fertiggestellte Wohngebäude zeigt sich als ein dreigeschossiger Putzbau unter Walmdach. Die Fassade erhielt durch kräftige, um die Geschosse umlaufende Gesimse eine starke horizontale Gliederung. Das mit spätklassizistischen Architekturelementen geschmückte Haus spiegelt eine besondere Stilrichtung aus dem Zeitabschnitt während der Stadtteilerweiterung wider.
Als eines der wenigen Wohngebäude aus der Zeit der Erweiterung der Südstadt im 19. Jahrhundert hat das Haus Lutherstraße 27 die Luftangriffe auf Hannover während des Zweiten Weltkrieges vergleichsweise unbeschadet überstanden.

## Bekannte Bewohner (Auswahl)
- Der Porträtmaler und Fotograf Paul Winter firmierte Ende der 1920er Jahre als Inhaber mit seiner 1910 gegründeten Firma unter der Adresse Lutherstraße 27[4]
- 1978: Verbandsdirektor und Mitglied des Historischen Vereins für Niedersachsen Heinrich Meyerholz[5]